# 327
| 327                |
| ------------------ |
| Dødsfald - Fødsler |
|                    |

| Gregoriansk kalender | 327 CCCXXVII            |
| Ab urbe condita      | 1080                    |
| Armensk kalender     | I/T                     |
| Kinesiske kalender   | 3023 – 3024 丙戌 – 丁亥 |
| Etiopisk kalender    | 319 – 320               |
| Jødisk kalender      | 4087 – 4088             |
| Hindukalendere       |                         |
| - Vikram Samvat      | 382 – 383               |
| - Shaka Samvat       | 249 – 250               |
| - Kali Yuga          | 3428 – 3429             |
| Iransk kalender      | 295 BP – 294 BP         |
| Islamisk kalender    | 304 BH – 303 BH         |

Se også 327 (tal)

## Begivenheder
- Kristendommen bliver statsreligion i Georgien.